# Trzcinówka
Trzcinówka – część wsi Piaski w Polsce położona w województwie łódzkim, w powiecie łowickim, w gminie Nieborów.
W latach 1975–1998 Trzcinówka administracyjnie należała do województwa skierniewickiego.